# SPLAT Global
SPLAT Global (до 2018 года — ООО «Сплат-Косметика») — частная производственно-торговая компания, производящая средства для здоровья, ухода за телом, средства для гигиены полости рта, продукты для ухода за домом, а также косметику. Основана в 2000 году предпринимателями Евгением Дёминым и Еленой Белоус. Название компании происходит от водоросли Spirulina platensis (изначально под торговой маркой выпускались биологически активные добавки и косметика с экстрактом этой водоросли).
Компания имеет две собственные производственные площадки. Фабрика Organic Pharmaceuticals расположена в Окуловском муниципальном районе Новгородской области. Фабрика Capella находится в городе Дзержинске Нижегородской области. SPLAT Global экспортирует продукцию на другие рынки. С 2022 года компания сфокусировалась на работе в странах СНГ (Казахстан, Узбекистан, Азербайджан) - около 20% оборота, а также на территории  Азиатско-Тихоокеанского региона, включая Китай (около 5% оборота).

## Продукция
Компания известна прежде всего как производитель зубных паст, зубных щёток, ополаскивателей для полости рта, зубных нитей, детских паст и очищающих пенок для полости, других продуктов для ухода за полостью рта.
Средства для ухода за полостью рта производятся не только под торговой маркой SPLAT, но также под марками Iney, Innova. Компания также выпускает бытовую химию (линейка BioMio).

## Производство
Производственные мощности — собственные или контрактные площадки, расположены в разных странах, включая Россию и Данию. Собственная производственная площадка SPLAT Global — фабрика Organic Pharmaceuticals, расположена в городе Окуловка (Новгородская область).
В октябре 2022 года компания приобрела фабрику ООО «Капелла» в городе Дзержинске Нижегородской области.

## История
Компания была основана в 2000 году под названием «Сплат-Косметика» на базе производственно-торговой фирмы «Конверсия».
В 2001 году Евгений Дёмин возглавил компанию «Сплат-Косметика». Было начато производство продукции под брендом SPLAT.
В первые годы существования «Сплат-Косметика» в основном торговала чужой продукцией, была «классической дистрибьюторской компанией».
В 2001 году состоялся выпуск первых паст серии SPLAT Professional.
В 2004 году «Сплат-Косметика» открыла производство зубных паст на арендованной площадке в селе Лучинское Истринского района Московской области. В 2006 году компания выпустила серию паст SPLAT Special.
В 2008 году была выпущена детская пенка для очистки зубов «Волшебная пенка».
В 2009 году выпущены: серия зубных нитей SPLAT Professional DentalFloss , взрослая очищающая пенка для зубов с разными вкусами Oral Care Foam 2 in 1, инновационная чёрная зубная паста Blackwood c углём в составе. В конце 2009 года компания выкупила у Вимм-Билль-Данн завод по производство бутилированной воды «Родники Валдая» в Окуловском муниципальном районе Новгородской области, чтобы переоборудовать его под производство зубной пасты. Открыто производство в Окуловке, по итогам года компания стала игроком № 3 на российском рынке зубных паст.
В 2011 году исключительные права на товарный знак SPLAT переданы компании IWI AG, Швейцария. Выход на международный рынок, в частности, на рынок Китая.
В 2012 году фабрика Organic Pharmaceuticals подтвердила соответствие системы экологического менеджмента требованиям стандарта ISO 14001.
В 2014 году была запущена линейка экологичных бытовых средств для уборки дома под товарным знаком BioMio. В следующем году компания приобрела лицензии на выпуск бренда комплексных натуральных средств для ухода за полостью рта Biomed у правообладателя SkyLab AG, Швейцария.
В 2016 году вышла на рынок Индии. Было начато производство зубных щёток на фабрике Organic Pharmaceuticals.
В 2018 году «Сплат-Косметика» была переименована в SPLAT Global.
В 2022 году SPLAT Global приобрела фабрику ООО «Капелла» в городе Дзержинск Нижегородской области.

## Продвижение продукции
Компания не размещает рекламы, предпочитая прямой контакт с покупателями. Генеральный директор компании Евгений Дёмин пишет письма покупателям, вкладывает их в упаковки зубной пасты SPLAT и лично отвечает тем, кто пишет ему в ответ. За период существования компании таким образом разослано более 200 писем.
Доля компании SPLAT Global в категории зубных паст в денежном выражении составляет 23,5 %. Доля компании в категории зубных щеток в денежном выражении составляет 25,8 %.

## Премии и рейтинги
- В 2011 году попала в TOП-30 самых быстрорастущих компаний мира — по данным Всемирного экономического форума и Стэнфордского университета[39].
- В 2017 году получила серебро в маркетинговой премии Silver Mercury за социальную акцию #ЧищуЗубыПомогаю в номинации «Интегрированная кампания, реализованная в национальном масштабе»[40].
- В 2020 году заняла 6 место в рейтинге лучших работодателей России по версии Forbes Russia. Бренд BioMio получил премию Green Awards в номинации «Лучшая линейка средств бытовой нехимии»[41].
- В 2021 году заняла 4 место в списке самых экологичных компаний России по версии Forbes Russia[42].

- В 2021 году BIO-REFILL от бренда BioMio получила премию Silver Mercury. Проект получил награды в двух номинациях: золото в номинации «Лучшая разработка внутримагазинных материалов» и серебро в номинации «Лучший бренд, оказывающий влияние на окружение или общество». Проект также получил премию POPAI RUSSIA AWARDS в номинации «Бытовая химия». И награду премии «Чистый воздух» в номинации «Экоинициатива»[43].
- В 2021 году линия продуктов для ухода за полостью рта SPLAT KIDS получила национальную премию в сфере товаров и услуг для детей «Золотой медвежонок»[44].
- В 2022 году инициатива SPLAT Global по сбору и переработке пластиковых зубных щёток «Щётка, Сдавайся» получила серебро, золото и гран-при маркетинговой премии Silver Mercury[45].
- В 2022 году BIO-REFILL получила Национальную премию в области экологических технологий «ЭКОТЕХ-ЛИДЕР» в номинации «Ответственное потребление в ритейле. Упаковка и тара»[46].
- В 2022 году компании присудили премию Правительства в области качества по итогам 2021 года[47].
- В 2023 году компания стала единственной компанией из России, которая вошла в число пятнадцати победителей международной премии GPEA-2023[48].

## Экологические и социальные проекты
10 % прибыли компании направляется на благотворительные и социальные проекты.
В числе наиболее известных благотворительных проектов компании:
Запуск в октябре 2016 года флешмоба «ЧищуЗубыПомогаю» совместно с создателями фильма «Хороший мальчик» и благотворительным фондом Константина Хабенского, в котором приняло участие более 100 000 человек.
16 марта 2018 года было подписано трёхстороннее соглашение между SPLAT Global, на момент подписания «Сплат-косметика», администрацией Окуловского района и правительством Новгородской области, в рамках которого налоги пошли на развитие социальной инфраструктуры Окуловского района. В рамках соглашения компания SPLAT Global помогла со строительством нового детского сада на 160 мест в Окуловке.
В августе 2020 года компания в партнёрстве с торговой сетью «Перекрёсток» запустили инициативу «Щётка, сдавайся!» по сбору и переработке использованных пластиковых зубных щёток любого производителя в тротуарную плитку. В первый год инициативы «Щётка, сдавайся» SPLAT Global и «Перекрёсток» собрали и передали на переработку 2,5 тонны пластиковых зубных щеток. Собранное вторсырье пошло на переработку в тротуарную плитку, которой была отремонтирована центральная площадь в городе Окуловка.
20 мая 2023 года в городе Окуловка Новгородской области состоялся Лесной Окуловский полумарафон, реализованный SPLAT Global. Забег состоялся на территории соснового леса рядом с фабрикой Organic Pharnaceuticals. В забеге приняли участие 616 человек.
В 2024 году компания SPLAT Global опубликовала свой первый публичный нефинансовый отчет - Отчет об устойчивом развитии за 2022 и 2023 годы, а также компании был присвоен I уровень (высокий) в ESG-индексе РБК по результатам 2023 года.